# 福多司坦
福多司坦（S-3-羟丙基-L-半胱氨酸，化学式：C6H13NO3S）是一种药物，在日本，它被批准用于支气管哮喘、慢性支气管炎、肺氣腫、支氣管擴張、肺结核, 尘肺、非典型分枝杆菌病和瀰漫性泛細支氣管炎的治疗。它可通过高效液相色谱-荧光检测法检测。